# Chris Haggard
Chris Haggard, född den 28 april 1971 i Pretoria, Sydafrika, är en professionell tennisspelare från Sydafrika. Han har vunnit sex dubbeltitlar på ATP-touren. Den 8 september 2003 rankades han som nr 19 i världen i dubbel, vilket är/var hans högsta ranking. 